# Desmostachya
Desmostachya es un género de plantas herbáceas perteneciente a la familia de las poáceas. es originario del noroeste de África a la India tropical.

## Citología
Número de la base del cromosoma, x = 10. 2n = 20.

## Especies
- Desmostachya bipinnata (L.) Stapf
- Desmostachya cynosuroides Stapf ex Massey